# Centena
La centena è una divisione amministrativa usata storicamente nei paesi nordici e germanici per dividere una regione più grande in unità geografiche più piccole.
Il nome deriva dal numero cento. Era un sistema usato tradizionalmente dai popoli germanici, descritto fin dal 98 da Tacito (centeni).

## Inghilterra
In Inghilterra la centena (hundred) era la divisione fatta a scopi amministrativi, militari e giudiziari di una contea (shire). Originalmente, ai tempi in cui fu introdotta dai Sassoni, la centena era un territorio in cui si supponeva potessero vivere cento nuclei familiari diretti da un hundred-man o hundred eolder. Le centene erano ulteriormente divise in tithings, che contenevano 10 nuclei familiari.
Sopra la centena vi era lo shire controllato da uno shire-reeve (Sheriff). Benché non vi sia mai stata una formale abolizione delle centene, esse caddero progressivamente in disuso nel XIX secolo.

## Scandinavia
Nei paesi scandinavi le centene sono state usate in Svezia, in Norvegia ed in Danimarca. In Danimarca, Norvegia e nel Götaland il nome della suddivisione era herred, in Svezia era inizialmente usato il termine hæraþ(-e) da cui è derivato, in seguito, lo svedese moderno härad. In Islanda il termine usato era invece  hérað.
Fa eccezione il Norrland, dove a causa della popolazione scarsa le centene non furono introdotte.

## Stati Uniti d'America
La centena è stata usata come divisione della contea in alcune delle colonie inglesi in America del Nord e in particolare nel Delaware, New Jersey e Pennsylvania. Permangono solo nel Delaware dove furono usate come distretti fiscali ed elettorali fino agli anni sessanta, attualmente ne rimangono i nomi ma non hanno alcuna funzione amministrativa.